# Diamesa caucasica
Diamesa caucasica är en tvåvingeart som beskrevs av Kownacki och Kownacka 1973. Diamesa caucasica ingår i släktet Diamesa och familjen fjädermyggor. Inga underarter finns listade i Catalogue of Life.